# 鳴門ウチノ海総合公園
鳴門ウチノ海総合公園（なるとウチノうみそうごうこうえん、英語：Naruto Uchinoumi Park）は、徳島県鳴門市の高島にある公園。2003年（平成15年）6月開園。

## 概要
鳴門海峡の渦潮のイメージと対照を成す、穏やかな内海であるウチノ海を間近に望む景観豊かな総合公園である。
園内施設はスポーツ施設が充実しており、老若男女を問わず汗を流すことができる。特にスケートパークの充実度は徳島県内随一である。

## 公園内の施設
- パークセンター
- デイキャンプ場
- テニスコート兼フットサルコート
- ゲートボール場
- スケートパーク
- ビーチバレーコート
- 3on3コート
- プロムナード
- 芝生広場

## 交通
- 神戸淡路鳴門自動車道・高松自動車道鳴門ICより車で10分。
- JR四国鳴門線鳴門駅より車で12分。
- 徳島バス鳴門線「鳴門教育大学・ウチノ海総合公園前」行で終点下車。